# Ramulaspera salicina
Ramulaspera salicina är en svampart som först beskrevs av Vestergr., och fick sitt nu gällande namn av Lindr. 1902. Ramulaspera salicina ingår i släktet Ramulaspera, divisionen sporsäcksvampar och riket svampar.   Inga underarter finns listade i Catalogue of Life.